# Repo Man
Repo Man är en amerikansk film från 1984.

## Handling
Repo Man handlar om Otto, en vit punkare spelad av Emilio Estevez. Han får sparken från sitt jobb som affärsbiträde och blir introducerad i bilinkrävningsbranschen av Bud (Harry Dean Stanton), en veteran på området. En dag får bilinkrävningsfirman in ett erbjudande från en skum organisation. Om de hittar och kräver in en speciell Cheva, får de 20 000 dollar. I chevan kör en galen, lobotomerad vetenskapsman runt, med något mycket varmt och mycket farligt i bagagen, som organisationen gärna vill beslagta. Filmen utspelar sig i ett nedslitet Los Angeles fyllt av slumområden, galningar, konspirationsteoretiker och utomjordingar.

## Om filmen
Repo Man är ett åttiotals-punkpotpurri där science fiction blandas med komedi, samhällskritik med road movie och nihilism med våld. Repo Man har inspirerat otaliga amerikanska filmer, däribland Pulp Fiction, Arizona Junior, Men in Black och till och med [Arkiv X]. Flera punkband bidrar till filmens soundtrack, däribland Iggy Pop, Fear, Black Flag, Circle Jerks, och Suicidal Tendencies.

## Rollista (i urval)
- Harry Dean Stanton - Bud, Repo Man
- Emilio Estevez - Otto Maddox, Repo Man
- Tracey Walter - Miller
- Olivia Barash - Leila, United Fruitcake Outlet
- Sy Richardson - Lite, Repo Man
- Susan Barnes - Agent Rogersz
- Fox Harris - J. Frank Parnell, Driver '64 Chevy Malibu
- Tom Finnegan - Oly
- Circle Jerks - Band in the bar